# 7 septembre 1934
Le vendredi 7 septembre 1934 est le 250e jour de l'année 1934.

## Naissances
- Omar Karamé (mort le 1er janvier 2015), homme politique libanais
- Little Milton (mort le 4 août 2005), chanteur et guitariste américain de blues et de soul
- Waldo de los Ríos (mort le 28 mars 1977), pianiste, chef d'orchestre, compositeur, arrangeur, et producteur de musique argentin
- Juan Vicéns (mort le 18 février 2007), joueur portoricain de basket-ball
- Manuel Cardona Castro (mort le 2 juillet 2014), physicien espagnol
- Joseph Edamaruku (mort le 29 juin 2006), journaliste et rationaliste indien
- Alejandro Sieveking, dramaturge, metteur en scène et acteur chilien
- Sunil Gangopadhyay (mort le 23 octobre 2012), écrivain bengali

## Décès
- Tom Buckingham (né le 25 février 1895), acteur et réalisateur américain

## Autres événements
- Début de l'exploitation de la compagnie Air Afrique
- Sortie française du film L'Aristo
- Karl Wilhelm Reinmuth découvre les astéroïdes suivant :
  - (1335) Demoulina
  - (2664) Everhart
  - (1742) Schaifers
  - (3289) Mitani
  - (2057) Rosemary
  - (1669) Dagmar
- Cyril V. Jackson découvre (1327) Namaqua
- Matti Järvinen établit un record du monde du lancer du javelot avec 76,66 m